# Halzion
Halzion o Harujion (ハルジオン?) è il terzo singolo del duo giapponese Yoasobi. È stato pubblicato l'11 maggio 2020.
La canzone è basata su Soredemo, happy end (それでも、ハッピーエンド?), un racconto scritto da Hashizume Shunki (橋爪駿輝?). Ciò segna la prima volta in cui gli Yoasobi collaborano con un romanziere professionista. Al contrario delle prime due canzoni del duo, Yoru ni kakeru e Ano yume o nazotte, il materiale di origine non è basato su un romanzo pubblicato sul sito web Monogatary. Piuttosto, entrambe la canzone e il racconto sono stati pubblicati come parte di una campagna pubblicitaria da Suntory, conosciuta come Immersive Song Project, per promuovere la loro nuova bevanda energetica chiamata Zone. La campagna pubblicitaria include anche canzoni di Kizuna Ai e Kaf.